# Malgassica incerta
Malgassica incerta är en fjärilsart som beskrevs av Erich Martin Hering 1957. Malgassica incerta ingår i släktet Malgassica och familjen snigelspinnare. Inga underarter finns listade i Catalogue of Life.